# Luntzer György
Luntzer György (szlovákul: Juraj Luntzer) (Pozsony, 1886. augusztus 23. – Erdély, 1942) magyar atléta, diszkoszvető.

## Sportegyesülete
Pozsonyi Torna Egylet (PTE).

### Olimpiai játékok
- Athénban részt vett az 1906. évi nyári olimpiai játékok diszkoszvető versenyén. Antik stílusú diszkoszvetésben  5., ötpróbában 10. volt. Indult még gerelyhajításban.
- Angliában, Londonban rendezték az 1908. évi nyári olimpiai játékok atlétikai versenyszámait. Az utazó csapathoz Jeschina Ferencz és Gerentsér László dr. csapatvezetővel Pozsonyban csatlakoztak. Az olimpián indult az antik (görög) és a modern (szabad) stílusú diszkoszvetésben. Diszkoszvetésben modern stílusban 38,34 méteres dobással a 7. helyen végzett.

Indult még birkózásban és gerelyhajításban is.
- Svédországban az 1912. évi nyári olimpiai játékokkon is indult, ahol 37,88 méteres dobásával a 21. helyet érte el.

## Külső hivatkozások
- Luntzer György. wikidata.org. (Hozzáférés: 2015. augusztus 28.)
- Luntzer György. kerszoft.hu. (Hozzáférés: 2015. augusztus 28.)
- Luntzer György. huszadikszazad.hu. (Hozzáférés: 2015. augusztus 28.)